# Alfred Aedtner
Alfred Aedtner (* 1925 in Seidenberg; † 2. April 2005 in Gaggenau) war ein deutscher Kriminalist und Ermittler gegen Naziverbrecher.

## Leben
Alfred Aedtner wurde Ende 1925 im schlesischen Alt-Seidenberg als Sohn eines Arbeiters geboren. Sein Vater starb bereits, als er 16 Jahre alt war. Nach der Schule meldete sich Aedtner als Kadett bei einer Militärschule. Anfang 1944 ging er freiwillig zur Wehrmacht und wurde Soldat an der Westfront. Dort wurde er durch einen Granatsplitter am rechten Auge verletzt und kam in ein Militärkrankenhaus nach Singen am Bodensee. Das Ende des Zweiten Weltkrieges erlebte er bei einem Freund in Oberschopfheim im Schwarzwald.
Am 2. Januar 1948 trat er eine Stelle bei der Polizei in Gaggenau an. Kurz nachdem die Zentrale Stelle der Landesjustizverwaltungen zur Aufklärung nationalsozialistischer Verbrechen in Ludwigsburg eingerichtet wurde, ließ sich Aedtner nach Ludwigsburg versetzen. Hier wurde er bei den Vorermittlungen gegen Angeklagte im späteren Auschwitzprozess eingesetzt. Er machte 1961 das Abitur nach und studierte an der Polizeihochschule Freiburg. Dort erhielt er 1964 sein Diplom.
Aedtner ermittelte in zahlreichen Fällen nationalsozialistischer Verbrechen. So führte er Ermittlungen u. a. gegen Hans Stark. Jahrzehntelang versuchte er Aribert Heim aufzuspüren, der zahlreiche Verbrechen im KZ Mauthausen begangen hat. Hierbei arbeitete er häufig eng mit Simon Wiesenthal zusammen. Anfang der 1980er Jahre war er auch an den Ermittlungen gegen den Kommandoführer in Auschwitz, Karl Pöllmann (1917–nach 1985), beteiligt.
Im April 1983 wurde Aedtner pensioniert. Auch nach seiner Pensionierung ließ ihn die Suche nach nationalsozialistischen Tätern nicht los. Mitte der 1980er Jahre war er an den Ermittlungen gegen die Massenmorde des Polizei-Bataillon 322 (v. a. Gottlieb Nagel, Josef Uhl und Gerhard Riedel) beteiligt. Nebenbei baute er ein Archiv mit den Fahndungskarteien seiner früheren Behörde zu ehemaligen Nazis auf. Unter dem Titel „Alfred Aedtner. Ein deutsches Schicksal“ erschien 1987 ein Dokumentarfilm über seine kriminalistische Tätigkeit.
Alfred Aedtner war starker Diabetiker und verbrachte die letzten Jahre seines Lebens in einem Pflegeheim in Gaggenau. Er starb Anfang April 2005 im Alter von 79 Jahren. Er war seit 1948 mit Eleonore Aedtner geborene Ackermann verheiratet. Aus der Ehe ging ein Sohn Harald (geb. 1949) hervor.